# Lissochlora bryata
Lissochlora bryata är en fjärilsart som beskrevs av Felder 1875. Lissochlora bryata ingår i släktet Lissochlora och familjen mätare. Inga underarter finns listade i Catalogue of Life.